# Syllitus schajovskoii
Syllitus schajovskoii là một loài bọ cánh cứng trong họ Cerambycidae.